# Trabattello
Il trabattello è un'impalcatura tubolare mobile su ruote, usato principalmente per lavori di edilizia o verniciatura o impiantistica in generale.
Può essere in alluminio o acciaio: in passato era anche in legno. Serve per lavori di rifinitura o manutenzione ad altezze che vanno da 2 a 20 metri. Le dimensioni di base sono varie e proporzionali all'altezza a cui si deve lavorare.
I componenti sono: le spalle verticali con gradini, i davanzali longitudinali, le crociere che tengono unite le spalle con i davanzali. Il traliccio così formato viene appoggiato su una base con ruote che consente all'insieme di essere spostato a mano e a piacere nel luogo di lavoro. Quattro staffe stabilizzatrici allargano la base per consentire alla struttura di essere più stabile ed evitare il ribaltamento. I piani di calpestio (impalcati) sono utilizzati a diversi livelli per consentire agli operatori di stazionare e lavorare.
La portata dei trabattelli è normalmente limitata a uno o due operatori ma su alcuni modelli a norma UNI EN 1004 possono essere anche superiori.
I modelli di trabattelli si differenziano per normativa Italiana D.lgs.81 / art. 140 e Europea Uni en 1004. Principalmente la differenza sta nel fatto che i trabattelli costruiti con D.lgs 81 devono necessariamente essere ancorati a una struttura fissa superati i 2 m al piano, mentre i trabattelli conformi e testati da un laboratorio accreditato dallo stato. Possono essere non ancorati fino a 8 m in ambienti esterni e 12 in ambienti interni, va da se che i trabattelli con normativa italiana possono essere montati solo sul territorio nazionale italiano, mentre la normativa europea peermette il montaggio su tutto il territorio europeo